# Ik ga leven
Ik ga leven is het debuutboek van de Nederlandse schrijfster Lale Gül uit 2021. Het boek is een autobiografische roman waarin de auteur de uitdagingen en overdenkingen beschrijft van het opgroeien in een conservatieve islamitische familie. Gül geeft op openhartige wijze inzicht in haar worsteling met de islamitische en culturele verwachtingen binnen haar familie, de daarmee gepaard gaande hypocrisie, en haar zoektocht naar vrijheid. Om haar familie en zichzelf te beschermen tegen mogelijke repercussies, gaf ze zichzelf in het boek het pseudoniem 'Büsra'.

## Verhaal
Het boek bevat een uitgebreide beschrijving van haar familiesituatie en de regels die haar opvoeding bepalen. Haar moeder is streng in het handhaven van islamitische en culturele normen. Dit beperkt zich niet tot verbale regels, Lale wordt ook geslagen wanneer ze zich niet gedraagt zoals verwacht. Ze gaat naar een reguliere middelbare school maar moet in het weekend naar de koranschool, waar ze leert dat de wereld verdeeld is in twee kampen: de moslims, waar zij toe behoort, en de vijandige niet-moslims.
Haar oma is door tal van ziektes vrijwel immobiel, waardoor ze veel zorg nodig heeft. In contrast met de rest van de familie is haar oma vrijdenkend.  Gül neemt de zorg voor haar oma grotendeels op zich en krijgt daardoor een kans om zich vrij te voelen.
Daarnaast beschrijft Gül haar geheime relatie met de 'Nederlandse' jongen Freek. Ze beseft dat als haar familie deze relatie ontdekt, dit grote gevolgen kan hebben. Wat haar zeer frustreert, is dat haar neef Mustafa regelmatig geheime ontmoetingen met vrouwen in hotels heeft en hij vindt dat dit "normaal" is voor een man, terwijl mannen uit de gemeenschap eisen dat hun toekomstige echtgenote ongerept is.
Naarmate Gül meer in aanraking komt met de buitenwereld en haar eigen ideeën over vrijheid en onafhankelijkheid ontwikkelt, besluit ze haar hoofddoek af te doen. Voor het eerst gaat ze zonder hoofddoek naar school. Dit valt niet goed bij haar familie, vooral niet bij haar moeder, maar Gül blijft standvastig. Ze verklaart dat het haar eigen keuze is om de hoofddoek niet meer te dragen.
Terwijl ze zichzelf steeds vrijer voelt, maakt ze zich grote zorgen om haar jongere zusje Defne, die anders dan haar naar een islamitische basisschool gaat. Gül realiseert zich hoezeer dit religieuze onderwijs haar zusje kan beïnvloeden. Ze hoopt dat Defne uiteindelijk haar eigen pad zal vinden.
Haar oma komt uiteindelijk te overlijden en met haar verdwijnt Gül’s veilige haven binnen de familie. Ze neemt ook afscheid van Freek, wetende dat hun relatie niet kan blijven bestaan als haar familie erachter komt. Ik ga leven eindigt met een droom waarin Allah haar vertelt dat ware moraal ruimte laat voor eigen verantwoordelijkheid. Ze antwoordt Allah met de woorden "Ik ga leven".

## Ontvangst
Ik ga leven werd al snel een bestseller en Gül werd uitgenodigd bij verschillende talkshows. Wat haar verbazing wekte is dat niemand haar boek recenseerde, waarschijnlijk omdat het onderwerp te gevoelig lag.
Gül werd na publicatie door Turken zowel in binnen- en buitenland bedreigd en overwoog zelfs te stoppen met schrijven. Ze moest ook een tijd onderduiken op een schuiladres.
Ze won met haar boek de NS Publieksprijs van 2021.